# Quartier du Pont-de-Flandre
Le quartier du Pont-de-Flandre est le 74e quartier administratif de Paris, situé dans le 19e arrondissement.
Ce quartier est celui où se trouvaient les anciens abattoirs de la ville de Paris. Il tire son nom du pont de Flandre, qui correspond à la partie de l'avenue Corentin-Cariou qui enjambe le canal Saint-Denis.

## Géographie
Le quartier du Pont-de-Flandre constitue le quart nord du 19e arrondissement.
Limites :
- nord : commune d'Aubervilliers (entre la porte d'Aubervilliers et la porte de la Villette) ;
- est : commune de Pantin (entre la porte de la Villette et la porte de Pantin) ;
- sud : quartier d'Amérique (séparé par l'avenue Jean-Jaurès) ;
- sud-ouest : quartier de la Villette (séparé par la rue de l'Ourcq) ;
- ouest : 18e arrondissement, quartier de la Chapelle (séparé par la rue d'Aubervilliers).

## Histoire
Le quartier est créé en 1859 après l'annexion de la commune de La Villette à Paris.
En 1859, peu avant cette annexion, il fut décidé la construction d'un marché aux bestiaux et d'abattoirs à La Villette entre le canal de l'Ourcq, la route d'Allemagne (aujourd'hui avenue Jean-Jaurès) et l'enceinte fortifiée de Thiers, transférant ainsi sous les futurs murs de Paris les marchés aux bestiaux de Poissy et de Sceaux. Sur les 39 hectares de terrains (portés à 54 hectares) achetés par la ville de Paris pour un montant de 8 500 000 francs (formant aujourd'hui le parc de la Villette), verront s'élever des bâtiments dus à l'architecte Louis-Adolphe Janvier, d'après les avant-projets de Victor Baltard, dont la grande halle de la Villette constitue de nos jours le seul vestige.

## Édifices et monuments
- Conservatoire national supérieur de musique et de danse de Paris, 209, avenue Jean-Jaurès
- Parc de la Villette (ancien site des abattoirs de la ville de Paris), 211, avenue Jean-Jaurès
- Cité de la musique, 211, avenue Jean-Jaurès
- Fontaine aux Lions de Nubie, 211, avenue Jean-Jaurès
- Grande halle de la Villette (un des derniers vestiges des anciens abattoirs), 211, avenue Jean-Jaurès
- Théâtre de la Villette
- Le Zénith, 211, avenue Jean-Jaurès
- Cité des sciences et de l'industrie, parc de la Villette
- La Géode, parc de la Villette
- Maison de la Villette, avenue Corentin-Cariou
- Immeubles-villas, 26-30, avenue Corentin-Cariou
- Écluse de la Villette
- Îlot Oise-Barbanègre
- Cité des Eiders, 145-161, avenue de Flandre
- Collège Edmond-Michelet, 1-3, rue de Cambrai
- Église Saint-Luc, passage Wattieaux, angle rue de l'Ourcq
- Pont de la rue de l'Ourcq
- Parc du Pont de Flandre, parc d'activités tertiaires
- Pont de Flandre (avenue Corentin-Cariou), qui enjambe le canal Saint-Denis

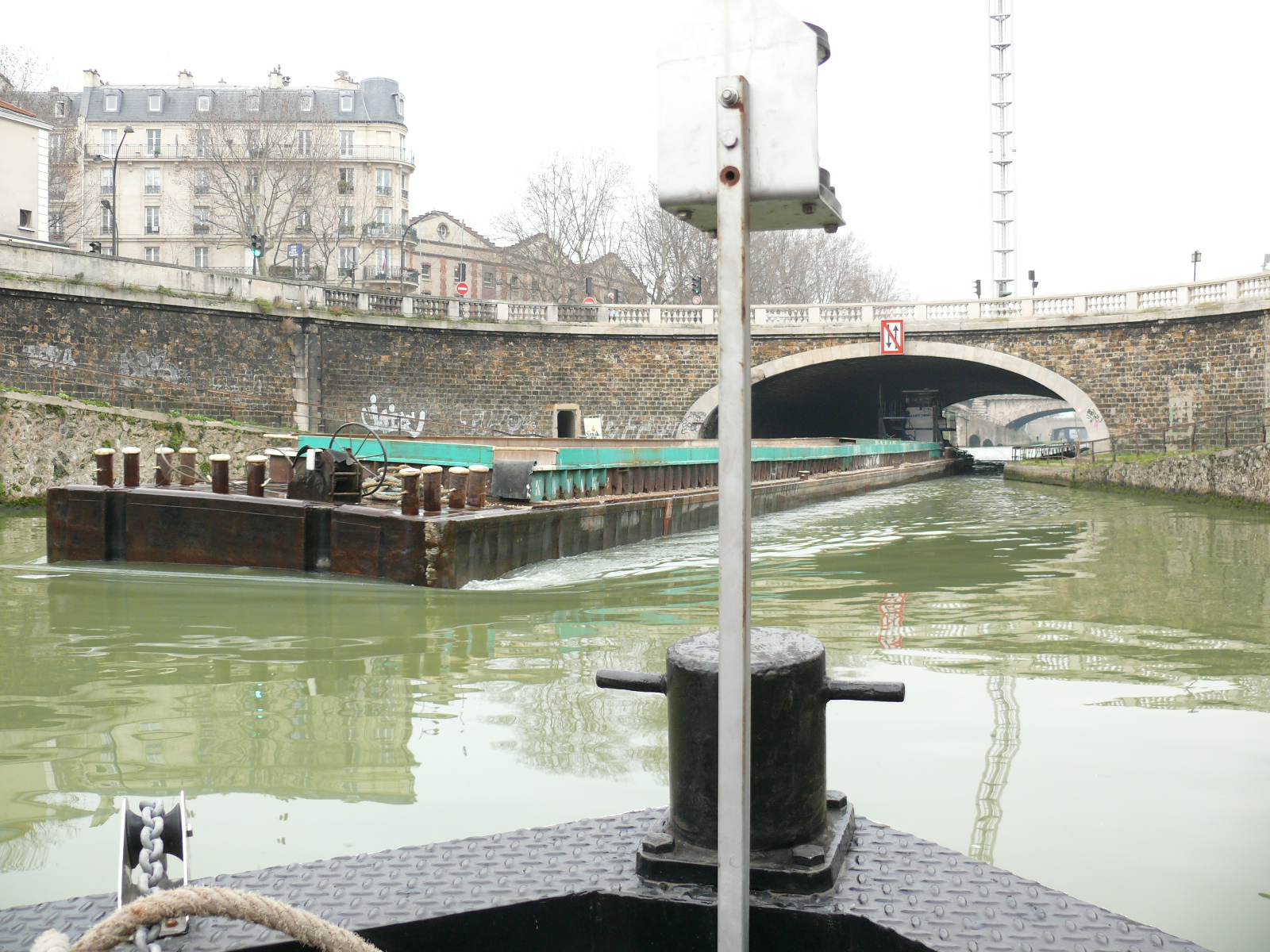
Le pont de Flandre sur le canal Saint-Denis, qui donne son nom au de Paris.